# Nadine Gordimer
Nadine Gordimer (Springs, 20. studenog 1923. – Johannesburg, 13. srpnja, 2014.), bila je južnoafrička književnica.
Dobitnica je Nobelove nagradu za književnost 1991. godine.